# 2003-as UNCAF-nemzetek kupája (keretek)
Ebben a listában találhatóak a 2003-as UNCAF-nemzetek kupája keretei.

## Guatemala
Szövetségi kapitány:  Julio César Cortés
| Szám | Poszt | Név                      | Születési dátum (Kor) | Vál. | Klub               |
| ---- | ----- | ------------------------ | --------------------- | ---- | ------------------ |
| 1    | K     | Ricardo Trigueño Foster  |                       |      | Aurora FC          |
| 2    | V     | Nelson Morales           |                       |      | Cobán Imperial     |
| 3    | V     | Pablo Melgar Torino      |                       |      | Aurora FC          |
| 4    | KP    | Denis Chen               |                       |      | CSD Municipal      |
| 5    | V     | Luis René Vargas         |                       |      | Cobán Imperial     |
| 6    | V     | Álvaro José Jiménez      |                       |      | CSD Comunicaciones |
| 7    | KP    | Fabricio Benítez         |                       |      | Cobán Imperial     |
| 8    | KP    | Mario Rodríguez          |                       |      | CSD Comunicaciones |
| 9    | KP    | Mario Acevedo            |                       |      | CSD Municipal      |
| 10   | KP    | Fredy García             |                       |      | CSD Municipal      |
| 11   | CS    | Guillermo Ramírez        |                       |      | CSD Municipal      |
| 12   | CS    | Carlos Figueroa          |                       |      | CSD Municipal      |
| 13   | V     | Néstor Fernando Martínez |                       |      | CSD Comunicaciones |
| 14   | CS    | Claudio Albizuris        |                       |      | CSD Municipal      |
| 15   | CS    | César Alegría            |                       |      | Cobán Imperial     |
| 16   | KP    | Horacio González         |                       |      | Club Xelajú MC     |
| 18   | KP    | Gonzalo Romero           |                       |      | CSD Municipal      |
| 19   | KP    | Fredy Thompson           |                       |      | CSD Comunicaciones |
| 20   | CS    | Carlos Ruíz              |                       |      | Los Angeles Galaxy |

## Honduras
Szövetségi kapitány:  José de la Paz Herrera
| Szám | Poszt | Név                    | Születési dátum (Kor) | Vál. | Klub             |
| ---- | ----- | ---------------------- | --------------------- | ---- | ---------------- |
| 1    | K     | Víctor Coello          | 1974. április 10.     |      | CD Marathón      |
| 3    | V     | Maynor Figueroa        |                       |      | CD Olímpia       |
| 5    | V     | Sergio Mendoza         |                       |      | Real CD España   |
| 6    | V     | Arnold Argueta         |                       |      | CS Cartaginés    |
| 7    | CS    | David Suazo            |                       |      | Cagliari Calcio  |
| 8    | V     | Pompilio Valerio       |                       |      | CD Marathón      |
| 9    | CS    | Jairo Martínez         |                       |      | CD Motagua       |
| 10   | KP    | Julio César de León    |                       |      | Reggina Calcio   |
| 11   | CS    | Milton Núñez           | 1972. november 30.    |      | Pachuca CF       |
| 13   | KP    | Héctor Gutiérrez       |                       |      | Real CD España   |
| 14   | V     | Rony Morales           |                       |      | CD Platense      |
| 15   | CS    | Wálter Julián Martínez |                       |      | CD Victoria      |
| 16   | KP    | José Emil Martínez     |                       |      | CD Marathón      |
| 17   | KP    | Francisco Antonio Ríuz |                       |      | CD Motagua       |
| 18   | CS    | Saul Martínez          |                       |      | Shanghai Shenhua |
| 19   | KP    | Edgar Antonio Álvarez  |                       |      | CD Platense      |
| 20   | KP    | Amado Guevara          |                       |      | CD Olímpia       |
| 21   | KP    | Alex Andino            |                       |      | CD Platense      |
| 23   | KP    | Maynor Suazo           |                       |      | CD Olímpia       |
| 25   | K     | Donis Escobar          |                       |      | CD Olímpia       |

## Nicaragua
Szövetségi kapitány:  Mauricio Batistini
| Szám | Poszt | Név                   | Születési dátum (Kor) | Vál. | Klub                 |
| ---- | ----- | --------------------- | --------------------- | ---- | -------------------- |
| 1    | K     | Danny Téllez          |                       |      | Parmalat FC          |
| 2    | V     | Hevel Quintanilla     |                       |      | Parmalat FC          |
| 3    | V     | Ezequiel Luna         |                       |      | Diriangén FC         |
| 4    | V     | Mario Gastón          |                       |      | Real Estelí          |
| 5    | V     | Carlos Alonso         |                       |      | Real Estelí          |
| 6    | V     | Silvio Avilés         |                       |      | Diriangén FC         |
| 7    | KP    | Armando Ismael Reyes  |                       |      | Deportivo Bluefields |
| 8    | KP    | David Solórzano       |                       |      | Parmalat FC          |
| 9    | KP    | Emilio Palacios       |                       |      | Parmalat FC          |
| 10   | CS    | Hamilton Santana West |                       |      | Real Estelí          |
| 11   | CS    | José Denis Rocha      |                       |      | Parmalat FC          |
| 12   | KP    | Augusto Andino        |                       |      | Real Estelí          |
| 13   | KP    | Jaime Raúl Ruíz       |                       |      | Real Estelí          |
| 14   | CS    | Rudel Calero          |                       |      | Deportivo Bluefields |
| 15   | KP    | Samuel Olivas         |                       |      | Real Estelí          |
| 16   | KP    | Mario Acevedo         |                       |      | CSD Municipal        |
| 17   | CS    | Víctor Webster        |                       |      | Real Estelí          |
| 18   | V     | Érick Vallecillo      |                       |      | Parmalat FC          |
| 19   | KP    | Tyron Acevedo         |                       |      | CD Walter Ferreti    |
| 20   | K     | Sergio Chamorro       |                       |      | Real Estelí          |

## Costa Rica
Szövetségi kapitány:  Steve Sampson
| Szám | Poszt | Név                      | Születési dátum (Kor) | Vál. | Klub                 |
| ---- | ----- | ------------------------ | --------------------- | ---- | -------------------- |
| 1    | K     | Álvaro Mesén             |                       |      | LD Alajuelense       |
| 2    | V     | Jervis Drummond          |                       |      | Deportivo Saprissa   |
| 3    | V     | Luis Marín               |                       |      | LD Alajuelense       |
| 4    | KP    | Daniel Vallejos          |                       |      | Club Sport Herediano |
| 5    | KP    | Mauricio Alpízar         |                       |      | Club Sport Herediano |
| 6    | KP    | Alonso Solís             |                       |      | Deportivo Saprissa   |
| 7    | CS    | Rolando Fonseca          |                       |      | LD Alajuelense       |
| 9    | CS    | Alejandro Alpízar        |                       |      | LD Alajuelense       |
| 10   | KP    | Walter Centeno           |                       |      | AÉK                  |
| 11   | CS    | Andy Herron              |                       |      | Club Sport Herediano |
| 12   | V     | Leonardo González        |                       |      | Club Sport Herediano |
| 14   | CS    | Erick Scott              |                       |      | LD Alajuelense       |
| 15   | V     | Harold Wallace           |                       |      | Club San Luis        |
| 16   | KP    | Try Bennett              |                       |      | Club Sport Herediano |
| 17   | KP    | Steven Bryce             |                       |      | LD Alajuelense       |
| 18   | K     | Ricardo González Fonseca |                       |      | LD Alajuelense       |
| 19   | KP    | Rodrigo Cordero          |                       |      | CS Cartaginés        |
| 20   | V     | Pablo Chinchilla         |                       |      | LD Alajuelense       |
| 21   | KP    | Danny Fonseca            |                       |      | CS Cartaginés        |
| 22   | V     | Carlos Castro Mora       |                       |      | LD Alajuelense       |

## Salvador
Szövetségi kapitány:  Juan Ramón Parades
| Szám | Poszt | Név                     | Születési dátum (Kor) | Vál. | Klub                |
| ---- | ----- | ----------------------- | --------------------- | ---- | ------------------- |
| 1    | K     | Juan José Gómez         |                       |      | CD Águila           |
| 2    | V     | Víctor Manuel Fuentes   |                       |      | CD Águila           |
| 3    | V     | Marvin René González    |                       |      | Club Deportivo FAS  |
| 4    | V     | Julio Alexander Castro  |                       |      | Arcense             |
| 5    | V     | Victor Manuel Velasquez |                       |      | Club Deportivo FAS  |
| 6    | KP    | Ramiro Carballo         |                       |      | Club Deportivo FAS  |
| 7    | CS    | Juan Alexander Campos   |                       |      | CD Águila           |
| 8    | KP    | José Alexander Amaya    |                       |      | CD Águila           |
| 9    | CS    | Diego Mejia             |                       |      | Alianza FC          |
| 10   | CS    | Josue Nahun Galdamez    |                       |      | CD Municipal Limeño |
| 11   | CS    | Rudis Alberto Corrales  |                       |      | CD Municipal Limeño |
| 12   | KP    | Dennis Jonathan Alas    |                       |      | San Salvador FC     |
| 14   | KP    | Roberto Alexánder Ochoa |                       |      | Atletico Balboa     |
| 15   | CS    | Juan Carlos Padilla     |                       |      | Club Deportivo FAS  |
| 16   | V     | Alexander Escobar       |                       |      | AD Isidro Metapán   |
| 17   | KP    | Carlos Menjivar         |                       |      | Club Deportivo FAS  |
| 18   | KP    | Gilberto Alfredo Murgas |                       |      | Club Deportivo FAS  |
| 19   | V     | Alfredo Alberto Pacheco |                       |      | Club Deportivo FAS  |
| 20   | KP    | William Antonio Torres  |                       |      | San Salvador FC     |
| 22   | K     | Luis Alberto Castro     |                       |      | Club Deportivo FAS  |

## Panama
Szövetségi kapitány:  Carlos Alberto Daluz
| Szám | Poszt | Név                  | Születési dátum (Kor) | Vál. | Klub                 |
| ---- | ----- | -------------------- | --------------------- | ---- | -------------------- |
| 1    | K     | Ricardo James        |                       |      | CD Platense          |
| 2    | V     | Clovis Vergara       |                       |      | Chorrillo FC         |
| 3    | V     | Joel Solanilla       |                       |      | Plaza Amador         |
| 4    | V     | José Anthony Torres  |                       |      | CD Platense          |
| 5    | KP    | Rubén Tuñón          |                       |      | Alianza FC           |
| 6    | KP    | Gabriel Gómez        |                       |      | Envigado Fútbol Club |
| 7    | KP    | Mario Méndez         |                       |      | Tauro FC             |
| 8    | CS    | Roberto Brown        |                       |      | FC Sheriff Tiraspol  |
| 9    | CS    | Julio Dely Valdés    |                       |      | Malaga CF            |
| 10   | KP    | Neftalí Díaz         |                       |      | San Francisco FC     |
| 11   | CS    | Emmanuel Ceballos    |                       |      | CD Árabe Unido       |
| 13   | V     | Gilberto Walter      |                       |      | San Francisco FC     |
| 14   | KP    | Juan Ramón Solís     |                       |      | San Francisco FC     |
| 15   | KP    | Rodrigo Tello        |                       |      | CD Árabe Unido       |
| 16   | KP    | Víctor René Mendieta |                       |      | San Francisco FC     |
| 17   | CS    | Anel Canales         |                       |      | Chorrillo FC         |
| 18   | V     | Gary Ramos           |                       |      | Tauro FC             |
| 19   | V     | José Justavino       |                       |      | Plaza Amador         |
| 20   | V     | Juan Carlos Cubilla  |                       |      | Tauro FC             |
| 25   | K     | Giovanni Gutiérrez   |                       |      | Alianza FC           |